# أحمد عاشوري
أحمد عاشوري (بالفارسية: احمد عاشوری) هو لاعب كرة قدم إيراني. حضر احمد عاشوري خلال مسيرته الرياضية في عدة فرق ومنها فريق شاداري ياسوج لكرة القدم الإيراني.